# Wrightia lecomtei
Wrightia lecomtei är en oleanderväxtart som beskrevs av Pitard. Wrightia lecomtei ingår i släktet Wrightia och familjen oleanderväxter. Inga underarter finns listade i Catalogue of Life.